# Nabil Jaadi
 (juillet 2025).
Si vous disposez d'ouvrages ou d'articles de référence ou si vous connaissez des sites web de qualité traitant du thème abordé ici, merci de compléter l'article en donnant les références utiles à sa vérifiabilité et en les liant à la section « Notes et références ».
Nabil Jaadi (en arabe : نبيل جعدي), né le 1er juillet 1996 à Bruxelles en Belgique, est un footballeur belgo-marocain qui joue au poste d'attaquant.

## Biographie

### En club
Nabil Jaadi naît à Bruxelles de parents marocains. Il est le frère cadet de Reda Jaadi.
En septembre 2019, il signe au Raja de Beni Mellal en première division marocaine.

### En sélections nationales
En 2013, il participe à la Coupe du monde 2013 avec le Maroc -17 ans, atteignant les huitièmes de finales.
Le 26 décembre 2019, il figure sur la liste des 23 convoqués de l'équipe nationale du Maroc locaux.

## Palmarès

### En club
|  |  | RSC Anderlecht -19 ans - Tournoi de Viareggio (1) : - Vainqueur : 2013. - Finaliste : 2014. |